# Coniophanes bipunctatus
Espèce
Synonymes
- Coronella bipunctatus Günther, 1858
- Glaphyrophis pictus Jan, 1863

Statut de conservation UICN

 LC  : Préoccupation mineure
Coniophanes bipunctatus est une espèce de serpents de la famille des Dipsadidae.

## Répartition
Cette espèce se rencontre dans le sud du Mexique, au Belize, au Guatemala, au Honduras, au Nicaragua, au Costa Rica et au Panamá.
Sa présence est incertaine au Salvador.

## Liste des sous-espèces
Selon The Reptile Database (29 août 2013) :
- Coniophanes bipunctatus bipunctatus (Günther, 1858)
- Coniophanes bipunctatus biseriatus Smith, 1940

## Publications originales
- Günther, 1858 : Catalogue of Colubrine Snakes in the Collection of the British Museum, London, p. 1-281 (texte intégral).
- Smith, 1940 : Descriptions of new lizards and snakes from México and Guatemala. Proceedings of the Biological Society of Washington, vol. 53, p. 55-64 (texte intégral).